# 罗伯托·迪马特奥
罗伯托·迪马特奥（義大利語：Roberto Di Matteo，義大利語發音：[roˈbɛrto di matˈtɛːo]；1970年5月29日—），乃一名在瑞士出生的義大利足球運動員，曾代表過意大利國家隊出戰國際賽。退役後擔任領隊，曾執教米尔顿凯恩斯、西布朗、車路士等球會。他是車路士歷史上首位奪得欧洲冠军联赛冠军的領隊。

## 生平

### 球員時期
迪馬堤奧出生於瑞士的一個意大利人家庭，因而順理成章在瑞士展開其足球員生涯。司職中場中路的他，早年效力過多家瑞士足球會，贏得過1993年瑞士聯賽冠軍，並獲得瑞士聯賽最佳球員獎。
1993年他南下意大利投身意甲聯賽，目的地正是首都球會拉素。由於其意大利人背景，他得以於1994年代表意大利國家隊出賽。他效力四年間球會成績平平，1996年更被賣往英超聯賽球會車路士，轉會費為490萬英鎊。
迪馬堤奧在車路士效力期間，為球會贏得過數項盃賽冠軍。1997年，他協助車路士贏得英格蘭足總盃，而他在當屆決賽甫開賽43秒便攻入一球，是當時足總杯史上最快入球。1998年車路士憑著足總盃冠軍身份闖入歐洲超级盃决赛，最後亦奪冠而回。1998年世界杯迪馬堤奧得以隨意大利國家隊出賽，惟自此再沒有入選。
2000年車路士再度贏得足總盃冠軍，當屆迪馬堤奧曾一度受傷患影響，但仍能及時復出，並在決賽取得入球取勝。但翌季他卻再受傷患困擾，一度養傷達年半，結果他只能選擇於2002年2月退役，時年32歲。

### 領隊時期
2008年7月2日在40多份申請中脫穎而出，獲聘為英格蘭足球甲級聯賽球隊米尔顿凯恩斯的新領隊。由於球隊表現出色，在新年前高據第二位，迪馬堤奧獲延長合約到2011年。
2009年6月30日轉投剛降級英冠的西布朗，代替離隊返回蘇格蘭的托尼·莫布雷（Tony Mowbray）之職，簽訂一年滾動合約，帶領球隊首季即能取得聯賽亞軍及直接升班重返英超。
2010年8月14日英超揭幕戰迪馬堤奧帶領西布朗重返史丹福橋球場挑戰衛冕冠軍車路士，卻以0-6敗陣。但球隊隨即反彈，更於9月份取得3勝1和不敗佳績，高據聯賽榜第6位，獲選「英超9月最佳領隊」。其後西布朗成績急速下滑，2011年2月6日於球隊最近18戰13負後，迪馬堤奧被解除領隊職務。
2011年6月29日迪馬堤奧重返車路士成為新任領隊安德烈·維拉斯-波亞斯的教練團成員之一，出任助理領隊一職。
2012年3月4日車路士透過官網宣佈安德烈·維拉斯-波亞斯被解僱，原助理教練迪馬堤奧擔任臨時車路士主帥直至季尾。
2012年4月18日，在欧冠四強首回合主場以1比0擊敗巴塞罗那。
2012年4月25日，在欧洲冠军联赛四強次回合客場以2比2战平巴塞罗那，以总比分3比2晋级决赛。
2012年5月5日，帶領車路士以2比1擊敗利物浦，奪得2012年英格蘭足總盃冠軍。
2012年5月19日，帶領車路士遠征慕尼黑安聯球場，挑戰東道主拜仁，出戰2012年歐洲聯賽冠軍盃決賽。結果雙方戰罷百二分鐘，仍未分勝負，終於要以互射十二碼定勝。車路士在首先射失的劣勢下，卻奇蹟地在最後兩輪逆轉，終以 4:3 （總比數 5:4）獲勝，奪下球隊首個歐洲冠軍，迪馬堤奧旋即成為球隊英雄，亦成為首位車路士領隊奪得欧冠。
2012年6月13日，正式成为切尔西一线队主教练。在同年11月21日，陷入小低潮的切尔西聯賽四輪不勝及歐冠近乎出局的情況下被閃電革職，成為該球季首位被革職的英超教練。
2014年10月7日，迪馬堤奧獲委任為德甲史浩克04的新教練。

## 榮譽

### 球員
- 瑞士聯賽冠軍：1992/93年；
- 瑞士聯賽最佳球員：1993年；
- 英格蘭足總盃：1997年、2000年；
- 英格蘭聯賽盃：1998年；
- 英格蘭社區盾：2000年；
- 歐洲盃賽冠軍盃：1998年；
- 歐洲超級盃：1998年；

### 領隊
西布罗姆维奇
- 英格兰足球甲级联赛亚军: 2009/2010年
- 英超每月最佳領隊：2010年9月；

切尔西
- 英格兰足总杯冠军: 2011/2012年
- 欧洲冠军联赛冠军: 2011/2012年

## 外部連結
- Di Matteo at Chelsea
- MK Dons linked with Di Matteo （页面存档备份，存于）
- MK Dons profile